# Ensemble citoyens (fransk parti)
Borgere sammen (fransk: Ensemble citoyens) er en fransk politisk koalition, der blev dannet for at få Emmanuel Macron genvalgt som landets præsident ved valget i 2022.
Koalitionen blev dannet den 29. november 2021, og den bestod oprindeligt af 6 partier.

## De oprindelige seks partier
- La République en marche ! (LREM), dannet af Emmanuel Macron i 2016.

- Den demokratiske bevægelse (MoDem), dannet af François Bayrou i 2007.

- Agir, dannet af tidligere Republikanere i 2017.

- Territorier i fremgang (TdP), dannet af tidligere Socialister i 2020.

- Horizons, dannet af borgmester og tidligere premierminister Édouard Philippe i 2021.

- En Commun (EC), dannet af den senere minister for økologisk omstilling Barbara Pompili i 2020.

## Senere partier i koalitionen
- I december 2021 tilsluttede Det radikale parti (RAD) under ledelse af Laurent Hénart sig koalitionen. Det radikale parti blev dannet i 1901, og det er Frankrigs ældste parti.

- I foråret 2022 tilsluttede Den progressive føderation (Fédération progressiste), der er et socialdemokratisk centrum-venstre parti, sig koalitionen.

## Det præsidentielle flertal
Partierne i koalitionen danner kernen i det præsidentielle flertal bag præsident Emmanuel Macron og premierminister Jean Castex.
I begyndelsen af Emmanuel Macrons præsidentperiode var der også andre partier med i flertallet. Disse partier støttede også Édouard Philippe's regeringer.
- I 2017–2020 deltog Mouvement des progressistes (MdP) (et parti stiftet af kommunisternes tidligere leder Robert Hue) i flertallet.

- Den radikale, sociale og liberale bevægelse var med i flertallet fra stiftelsen af bevægelsen i december 2017 og frem til dens (de facto) opløsning i september 2021.

- Det radikale venstreparti (PRG) deltog i flertallet fra maj 2017, og indtil et flertal i Groupe Libertés et territoires stemte nej til Jean Castex's regeringsgrundlag den 15. juli 2020.

- Cap sur l'avenir (CSA), et parti i Saint-Pierre og Miquelon.

- Parti écologiste (PÉ), et parti med Barbara Pompili og François de Rugy (formand for Nationalforsamlingen, senere 'Minister for økologisk og social Omstilling').

- Dissidenter fra Republikanerne, fra Socialisterne, fra Uafhængige venstre og fra Uafhængige højre.

## Regeringen Élisabeth Borne
Den 16. maj 2002 blev Élisabeth Borne premierminister. Regeringen Élisabeth Borne er en koalitionsregering mellem LREM, TdP, MoDem, Agir, og Horizons. En Commun (EC), Det radikale parti (RAD) og Den progressive føderation er regeringens støttepartier.   